# 마스다 나오야
마스다 나오야(일본어: 益田 直也, 1989년 10월 25일 ~ )는 일본의 프로 야구 선수이며, 현재 퍼시픽 리그인 지바 롯데 마린스의 소속 선수(투수)이다. 와카야마현 나가군 기시가와정(현: 기노카와시) 출신이다.
NPB에 있어서 신인 최다 등판 기록, 신인 최다 홀드 기록 보유자이다.

## 인물

### 프로 입단 전
원래는 축구를 하고 싶었지만 친구의 권유로 초등학교 2학년 때부터 야구를 시작했다. 한때는 와카야마 리틀 리그에 소속된 바 있다. ‘니시키시 레드보이즈(현: 니시키시 드림스)’에 입단하여 6학년 때는 에이스를 맡았다. 기시가와 중학교 시절에는 야구부에 소속되면서 초등학교와 중학교 시절에 했던 투구를 기초로 해서 연습에만 몰두하였다.
시립 와카야마 상업고등학교 시절에는 내야수였는데 주로 유격수 대기 선수로 활약했고 2학년 선배로는 가와바타 신고, 동급생으로는 가와바타 유키가 있다. 3학년 때 하계 와카야마현 대회 예선 준결승전에서 패했고 고시엔 대회 출전 경험은 없었다. 내야수를 하고 있었던 것은 고등학교 1학년 때 건강 검진에서 심장에 구멍이 뚫린 것이 발견돼 당시 감독이 가능한 한 몸에 부담이 가지 않도록 전향시켰기 때문으로 마스다 본인은 투수를 희망했었다고 한다.
고교 졸업 후 선발 입시를 통해 간사이 국제대학에 진학하여 그 후 야구부에서는 투수로 전향해 2학년 때 춘계 시즌부터 리그전에 등판했다. 제58회 전일본 대학야구 선수권 대회에서는 준결승전 상대인 호세이 대학과의 맞대결에서 팀의 2번째 투수로 등판해 3과 2/3이닝을 던져 1실점으로 호투했는데 이를 계기로 중간 계투로 활약하게 됐다.
3년차인 겨울부터 4년차 봄에 걸쳐 허리의 날카로움을 좋게 하기 위해 몸을 단련하는 등 투심의 정확도를 올렸다. 이것이 효과를 있게되면서 춘계 리그전에선 우승이야말로 놓쳤지만 선발과 구원 양쪽에서 모두 기용돼 13경기 중 11경기에 등판해 4승을 올렸고 리그 1위인 평균 자책점 0.75, 48이닝에 44개의 탈삼진을 기록하는 등 처음으로 베스트 나인에 선정됐다. 리그 통산 6승 5패, 평균 자책점 1.16을 기록했고 전국 대회의 출전 경험은 2009년 대학 선수권과 2009년, 2010년의 메이지 진구 대회에서 등판했다.
2011년 프로 야구 드래프트 회의에서는 지바 롯데 마린스로부터 4순위 지명을 받았고 11월 18일 간사이 국제대학 미키 캠퍼스에서 지바 롯데와의 입단 교섭 끝에 계약을 맺었다. 등번호는 52번으로 정했다.

### 프로 입단 후

#### 2012년
시범 경기에서 뚜렷한 성적을 남겼고 입단 동기인 투수 후지오카 다카히로, 나카우시로 유헤이와 함께 시즌 개막을 1군에서 맞이했다. 시즌 개막을 3명의 신인 선수들이 1군에서 함께 맞이한 것은 구단으로서는 2008년 이후 4년 만의 일이다. 3월 30일, 개막전인 도호쿠 라쿠텐 골든이글스전에서 데뷔 첫 등판을 이뤘고 다음 날인 31일에 프로 첫 홀드를 기록했다. 신인이면서도 개막 이후부터 셋업맨을 맡았고 4월 4일 사이타마 세이부 라이온스전에서는 개막전부터 4경기 연속해서 등판했다. ‘개막전부터 팀 4경기에 모두 등판한 신인 투수’는 드래프트제 도입 이후 팀에서는 최초였다. 이후에도 구원 투수로서 안정감을 드러내는 투구를 선보였고 올스타전에는 감독 추천으로 첫 출전하게 됐다. 8월 5일 오릭스 버펄로스전에서 데뷔 첫 세이브, 같은 달 30일 라쿠텐전에서는 데뷔 첫 승리 투수가 됐다. 신인으로서 맞이한 이 해의 시즌에는 72경기에 등판하여 2승 2패 41홀드 1세이브, 평균 자책점 1.67을 기록했다. 하야시 야스오와 오하라 신지가 수립했던 신인 최다 등판 기록(71경기), 셋쓰 다다시가 신인 시절에 수립했던 신인 최다 홀드 기록(34홀드)을 동시에 경신하여 팀으로서는 구보 야스토모 이후 7년 만에 퍼시픽 리그 신인왕을 수상했다. 또한 그 해에 센트럴 리그 신인왕으로 선정된 히로시마 도요 카프의 노무라 유스케와 함께 헤이세이 시대에 태어난 최초의 신인왕이 됐다.
오프에는 구단 신인 선수로서 역대 최고 액수에 해당되는 4,200만 엔이 상승한 추정 연봉 3,000만 엔으로 재계약을 맺었다.

#### 2013년
춘계 스프링 캠프 직전에 돌발성 기흉이 발병하면서 스프링 캠프 초반에는 늦어졌지만 무사히 복귀하여 작년까지 마무리 투수를 맡았던 야부타 야스히코가 부상으로 개막을 2군에서 맞이했기 때문에 개막 이후부터 마무리를 맡았다. 5월에 들어서면서 양대 리그제 이후 1956년 9월의 이나오 가즈히사와 나란히 월간 18경기 등판, 구단 신기록인 월간 10세이브를 달성했다. 2년 연속 올스타전에 출전하여 9월 9일 세이부전에서 2년 연속 60경기 등판 기록을 달성했다(신인 시즌부터 2년 연속은 일본 프로 야구 역대 4번째). 최종적으로 리그 최다인 68경기에 등판해 2승 6패 9홀드 33세이브·평균 자책점 2.76의 좋은 성적을 남겨 ‘헤이세이 시대에 태어난 선수로서 최초’가 되는 최다 세이브 타이틀을 획득했다. 오프에는 3,000만 엔이 인상된 추정 연봉 7,200만 엔으로 재계약을 맺었고 7월에 일반인 여성과 결혼한 사실도 발표했다. 11월에는 중화민국에서 열린 ‘2013 BASEBALL CHALLENGE 일본 VS 중화 타이베이’의 일본 대표팀 선수로도 발탁됐다.

#### 2014년
마무리 투수로서의 조정을 계속하고 있었지만 오른쪽 팔꿈치 통증 때문에 개막에 늦어지면서 니시노 유지에게 마무리를 양보하는 모양새가 됐다. 1군 복귀 후에는 니시노가 호조를 보였기 때문에 셋업맨으로 기용됐지만 6월 15일 히로시마 도요 카프전에서 브래드 엘드레드에게 역전 만루 홈런을 허용하는 등 통타를 당하는 상황이 눈에 띄었다. 9월 9일 세이부전에서는 역대 38번째의 공 하나로 승리를 기록했고 이 시즌에 중간 계투로 활약하면서 7승을 기록했지만 52경기에 등판하여 7승 3패 23홀드 1세이브, 평균 자책점 4.94로 부진했고 니시노에게 수호신을 양보했을 뿐만 아니라 8차례의 셋업맨 자리도 오타니 도모히사에게 양보하는 시즌을 보냈다. 오프에는 800만 엔이 증가한 추정 연봉 8,000만 엔으로 재계약을 맺었다.

#### 2015년
개막 이후부터 부진이 계속되면서 4월 22일에 1군 등록이 말소됐고 5월 26일 1군에 재승격을 한 뒤 중간 계투로 기용돼 패전 처리 투수로 등판하는 일도 많았다. 51경기에 등판하여 3승 2패 11홀드, 평균 자책점 3.91의 성적을 남겼고 오프에는 연봉이 동결한 추정 연봉 8,000만 엔으로 재계약을 맺었다.

#### 2016년
어깨 둘레와 근육을 다시 단련하여 150km에 이를 때까지 구위가 돌아왔는데 개막 이후부터 10경기 연속 무실점 행진을 이어나갔고 5월 7일부터 6월 24일까지 18경기 연속 무실점 기록을 세웠다. 신뢰를 만회하기 위해 셋업맨을 맡게 되자 자신의 세 번째인 올스타전에 출전하여 마무리였던 니시노가 팔꿈치 통증으로 전력에서 이탈하게 되면서 다시 마무리 자리로 돌아왔다. 9월에 오른쪽 팔꿈치 관절염으로 등판 간격을 둔 시기도 있었지만 등록이 말소되는 일도 없이 1년 내내 불펜을 지원했다. 61경기에 등판하여 3승 2패 21홀드 14세이브, 평균 자책점 1.83이라는 좋은 성적을 남겼고 오프에는 4,000만 엔이 증가한 추정 연봉 1억 2,000만 엔으로 재계약을 맺었다. 이로써 1억 엔을 달성한 선수로서의 이름을 올리게 됐다.

#### 2017년
‘시즌을 통해서 마무리를 맡고 세이브왕을 획득한다’라는 목표로 스프링 캠프에 들어가 개막 이후부터 마무리를 맡았으나 11경기에 등판하여 3패·평균 자책점 6.30이라는 부진한 성적으로 우치 다쓰야와 배치 전환됐다. 이후 5월 18일에 등록이 말소됐고 5월 31일에는 1군에 다시 승격을 했지만 8월 20일에 또다시 등록이 말소되면서 그후 1군에 복귀하는 일도 없이 시즌을 마쳤다. ‘최소한 해결하고 싶은 숫자’라고 말한 50경기 등판에 미치지 못하는 38경기 등판에 그치면서 0승 4패 6홀드 9세이브, 평균 자책점 5.09로 성적이 크게 떨어졌고 오프의 연봉 갱신에서는 데뷔 후 처음으로 연봉 1,000만 엔이 삭감된 추정 연봉 1억 1,000만 엔으로 서명했다.

#### 2018년
작년에 현역에서 은퇴하고 감독으로 정식 취임한 이구치 다다히토의 조언으로 전년도 추계 스프링 캠프에서 철저하게 직구를 다시 연마했는데 그러한 효과가 있었는지 1년 내내 1군에 합류했다. 하지만 이 해에 6패를 당하는 등 신뢰를 완벽하게 되찾는 시즌은 아니었지만 70경기에 등판하여 2승 6패 17홀드 3세이브, 평균 자책점 3.08을 기록했다. 오프에는 2,000만 엔이 상승한 추정 연봉 1억 3,000만 엔으로 재계약을 맺었다.

#### 2019년
개막 앞두고 마무리로 지명되면서 시즌 내내 제 역할을 다했고 60경기에 등판하여 4승 5패 12홀드 27세이브, 평균 자책점 2.15라는 좋은 성적을 거뒀다. 이 해에 국내 FA권을 취득하면서 요미우리 자이언츠를 비롯한 여러 구단들이 영입을 위한 조사를 하고 있었지만 10월 30일에 FA권을 행사하지 않고 잔류하기로 결정했다. 잔류의 결정적인 이유로는 “팬 여러분이나 SNS 등 그 이외의 곳에서도 팀에 남아달라는 목소리를 많이 받았는데 롯데에서의 우승을 이끌어 나가고 싶다. 이 구성원, 이 스태프로 팬들이 있는 곳에서 우승하고 싶다”라고 밝혔다. 12월 20일에 총액 6억 엔과 성적에 따른 보너스로 3년 계약에 서명을 했다. 또한 스즈키 다이치의 FA 이적에 의해서 이듬해부터 선수회장을 맡게 됐다.

#### 2020년
코로나19의 영향으로 120경기로 단축되는 시즌을 맞이하게 되면서 개막도 6월로 연기됐으나 개막 이후부터 마무리로 돌아왔고 8월 7일 오릭스전에서 역대 33번째인 통산 100세이브를 달성했다. 이미 2016년에 통산 100홀드를 달성했기 때문에 역대 5번째인 ‘100홀드·100세이브’ 달성자가 됐다. 8월 28일 오릭스전에서는 통산 500경기 등판 기록을 달성했다. 리그 최다인 54경기에 등판하여 3승 5패 5홀드 31세이브, 평균 자책점 2.25를 기록하는 등 그해에도 좋은 성적을 거두며 13년 만의 팀을 2위로 끌어올리는 역할을 했다.

#### 2021년
정규 시즌에서 ‘9회 중단’ 룰이 채택되면서 비기기 위해 동점인 9회에서도 마무리로 투입하는 상황이 어느 구단에서나 많이 볼 수 있었다. 본인도 시즌 첫 등판이 된 3월 27일 후쿠오카 소프트뱅크 호크스와의 경기에서 동점이던 9회말에 투입됐으나 끝내기 패배를 당해 다음 날인 28일 경기에서도 1점 앞선 9회말에 등판했지만 역전 끝내기 패배를 당했다. 뜻밖의 연패로 시즌을 맞이하게 됐지만 4월 1일 라쿠텐전부터 10일 세이부전까지 6경기 연속 무실점 호투를 보였고 5월에는 월간 리그 1위인 8세이브, 월간 평균 자책점 0.90을 기록하여 마무리 자리를 내주지 않았다. 6월 4일 요코하마 DeNA 베이스타스전에서는 공 하나로 세이브를 기록했다. 공 하나로 승리와 세이브를 기록한 역대 4번째 NPB 선수가 됐고 퍼시픽 리그 선수로는 사상 최초이다. 2016년 이후 자신의 네 번째인 올스타전에 출전했고 9월 8일의 오릭스전에서 통산 150세이브를 달성했다. 10월 24일 홋카이도 닛폰햄 파이터스전에서 시즌 38세이브를 올리며 그때까지 고바야시 마사히데가 보유하고 있던 세이브수의 구단 기록을 경신했다. 이 해엔 리그 최다인 67경기에 등판하면서 역전패를 당하는 상황도 눈에 띄었지만 3승 6패 38세이브·평균 자책점 2.24를 기록하여 2013년 이래 처음으로 세이브왕에 등극했다. 또한 위에서 말한대로 비기는 경기에서도 자주 기용돼 비기는 경기의 마지막에 등판한 투수에게 기록되는 ‘무승부’의 수도 많아지자, 8월 19일 세이부전에서 무승부수 프로 야구 신기록을 수립하고 최종적으로 그 기록을 18까지 늘렸다. 클라이맥스 시리즈에서는 퍼스트 스테이지에 2경기 연속 등판하여 팀의 파이널 스테이지 진출에 큰 기여를 했지만 비겨도 탈락이 결정되는 11월 12일 경기에서 1점 리드를 지키지 못하고 시즌을 마쳤다.

#### 2022년
마무리로서 개막을 1군에서 맞이했으나 개막 이후부터 한 달 만에 두 차례의 세이브 달성에는 실패했다. 또한 4월 26일부터는 컨디션 저하로 인하여 엔트리에서 제외되는 경기가 계속돼 등록이 말소되지 않고 같은 달 30일에 복귀했지만 5월 6일 소프트뱅크전에서 시즌 세 번째로 세이브 실패를 당하는 수모를 겪었다. 다만 이후의 세이브 실패는 없었고 6월 11일 DeNA전에서는 동점이던 9회초 등판하여 1이닝 무실점으로 막아내면서 프로 야구 역대 3번째인 통산 150세이브·150홀드를 달성했다. 7월 12일 종료 시점에서 34경기에 등판하여 21세이브를 기록하는 등 감독 추천으로 2년 연속이자 5번째로 올스타전에 출전하여 1차전과 2차전에 등판했다. 하지만 후반기가 개막된 7월 29일 오릭스전에서 동점 3점 홈런을 맞으며 시즌 네 번째의 세이브 달성에 실패했고 8월 12일 닛폰햄전에서도 세이브를 올리는데는 실패했다. 이로 인해 후반기 5경기에 등판하여 실점을 내주는 등의 부진이 계속되면서 마무리로서의 기용이 제외되자, 마스다 본인으로부터 재조정 신청이 있어 8월 20일에 등록이 말소됐다. 9월 2일에는 1군에 복귀하여 6경기 연속 무실점을 기록하고도 주자를 짊어질 정도의 고통스러운 투구가 이어지고 있어서 9월 20일 오릭스전에서 한 점 뒤진 9회초에 등판해 2실점을 내줬다. 같은 달 30일 오릭스전에서 동점인 8회말에 등판해 1실점을 기록하는 등 재승격 후에도 안정감이 결여되는 모습을 보이면서 이 해엔 52경기에 등판했지만 1승 2패 8홀드 25세이브, 평균 자책점 3.29의 성적으로 시즌을 마쳤다.

## 플레이 스타일

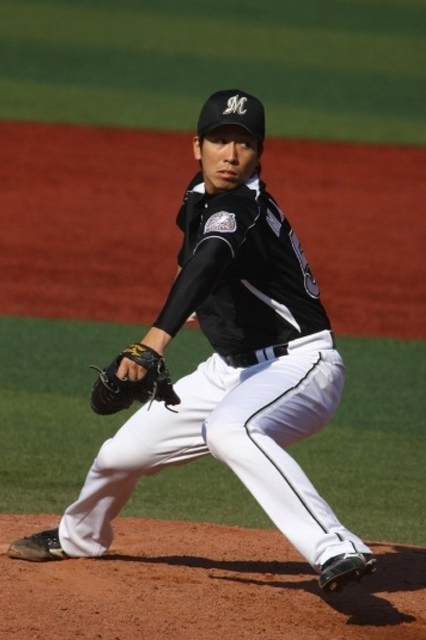
마스다의 투구폼 (2012년)

- 사이드암 기색의 토네이도 투구법에 가까운 스리쿼터[90]이다. 평균 구속 약 144km/h[91], 최고 속도 152km/h[92]의 스트레이트와 투심 패스트볼에 더해 슬라이더, 싱커, 컷 패스트볼 등의 다채로운 변화구를 던진다.[7][93]

- 프로에 입단한 이후 춘계 스프링 캠프에서 니시모토 다카시 투수 코치로부터 지도를 받으면서 슈토를 곧바로 습득하는 등의 손재주를 갖고 있다.[94]

- 원래는 왼손잡이로 어린 시절 젓가락이나 펜을 쥘 때마다 함께 교정되어 현재와 같이 오른손으로 공을 던지게 됐다.[95] 그러나 왼손에서도 멀리던지기 60미터, 구속 100 km/h를 던질 수 있을 정도의 근력을 갖고 있다.[96]

- 입단 후 춘계 스프링 캠프에서 첫 배팅 프랙티스에 등판했을 때 투수 코치였던 니시모토에게 인코스로 던져도 되느냐고 질문했다. 이에 대해 니시모토는 배팅 프랙티스에 참가하는 주전 선수에게 맞혀버릴지도 모르는 두려움보다 타자를 향해 가는 그 강인한 자세는 투수로서 중요한 요소라고 그 자질을 높게 평가했다.[97]

- 셋업맨으로서 목표로 하고 있는 선수는 주니치 드래건스의 아사오 다쿠야[94]를 꼽았다.

## 에피소드
- 별명은 ‘맛스’(まっすー)[98]이다.

- 기노카와 시립 니시키시 초등학교 시절 3학년 아래인 니시카와 하루키, 4학년 아래인 야마사키 고타로가 있다.

- 기시가와 중학교 시절에 지도를 맡았던 다부세 히데요 당시 감독은 마스다에 대해 “노력가로, 연습에 대해 진지하게 임하는 모습이 가장 인상에 남았다”라고 당시를 회고했다.[3]

## 상세 정보

### 출신 학교
- 와카야마 시립 와카야마 고등학교
- 간사이 국제대학

### 선수 경력
- 지바 롯데 마린스(2012년 ~ )

### 수상·타이틀 경력

#### 타이틀
- 최다 세이브 투수 : 2회(2013년[주 1], 2021년[주 2])

#### 수상

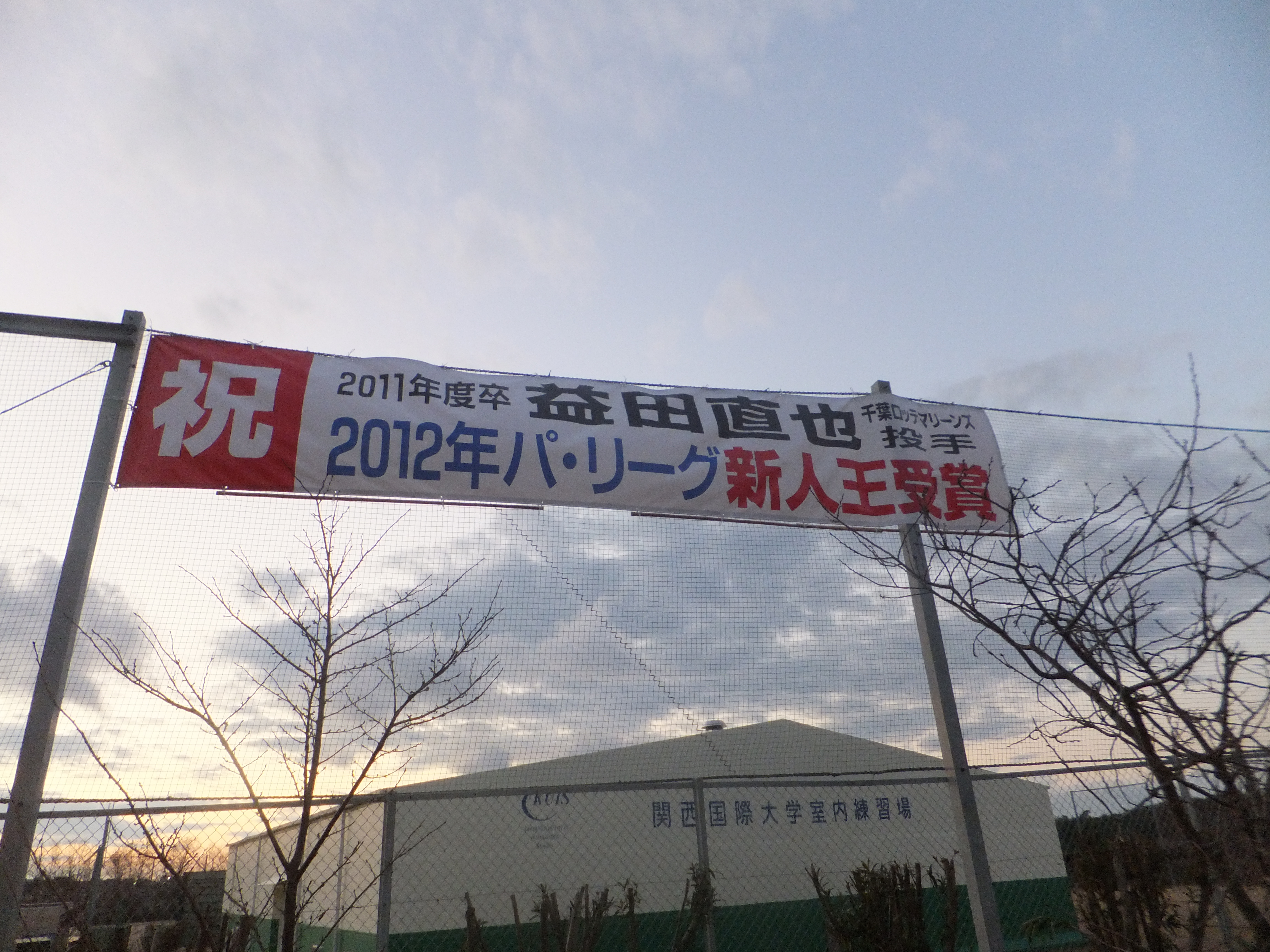
마스다의 모교인 간사이 국제대학에 신인왕 수상을 축하하기 위해 내걸린 현수막의 모습(2012년 12월 22일 촬영)

- 신인왕(2012년) ※노무라 유스케와 함께 헤이세이 시대에 태어난 선수로는 최초
- 월간 최우수 배터리상 : 1회(2020년 8월) ※포수: 다무라 다쓰히로
- 2012 골든 루키상(2012년)

### 개인 기록

#### 첫 기록
- 첫 등판 : 2012년 3월 30일, 대 도호쿠 라쿠텐 골든이글스 1차전(일본제지 클리넥스 스타디움 미야기), 7회말에 2번째 투수로서 구원 등판, 1/3이닝 무실점
- 첫 홀드 : 2012년 3월 31일, 대 도호쿠 라쿠텐 골든이글스 2차전(일본제지 클리넥스 스타디움 미야기), 7회말에 2번째 투수로서 구원 등판, 1이닝 무실점
- 첫 탈삼진 : 2012년 4월 4일, 대 사이타마 세이부 라이온스 1차전(세이부 돔), 8회말에 아사무라 히데토로부터 헛스윙 삼진
- 첫 세이브 : 2012년 8월 5일, 대 오릭스 버펄로스 14차전(교세라 돔 오사카), 9회말에 4번째 투수로서 구원 등판·마무리, 1이닝 무실점
- 첫 승리 : 2012년 8월 30일, 대 도호쿠 라쿠텐 골든이글스 19차전(QVC 마린필드), 8회초에 2번째 투수로서 구원 등판, 1이닝 무실점

#### 기록 달성 경력
- 통산 100홀드 : 2016년 7월 23일, 대 도호쿠 라쿠텐 골든이글스 12차전(라쿠텐 Kobo 스타디움 미야기), 8회말에 4번째 투수로서 구원 등판, 1이닝 무실점[99][52]
- 통산 100세이브 : 2020년 8월 7일, 대 오릭스 버펄로스 10차전(교세라 돔 오사카), 9회말에 4번째 투수로서 구원 등판·마무리, 1이닝 무실점 ※역대 33번째[52]
- 통산 500경기 등판 : 2020년 8월 28일, 대 오릭스 버펄로스 13차전(교세라 돔 오사카), 9회말에 4번째 투수로서 구원 등판 ※역대 102번째
- 통산 150세이브 : 2021년 9월 8일, 대 오릭스 버펄로스 18차전(홋토못토 필드 고베), 9회말에 3번째 투수로서 구원 등판·마무리, 1이닝 무실점 ※역대 17번째
- 통산 600경기 등판 : 2022년 4월 12일, 대 후쿠오카 소프트뱅크 호크스 4차전(나가사키 빅N 스타디움), 9회말에 3번째 투수로서 구원 등판·마무리, 1이닝 무실점 ※역대 43번째[100]
- 통산 150홀드 : 2022년 6월 11일, 대 요코하마 DeNA 베이스타스 2차전(ZOZO 마린 스타디움), 9회초에 2번째 투수로서 구원 등판, 1이닝 무실점 ※역대 10번째[101][102]

#### 기타
- 신인 시즌 72 등판 : 2012년 ※신인으로서는 역대 최다[103]
- 신인 시즌 41 홀드 : 2012년 ※신인으로서는 역대 최다[104]
- 월간 18등판 : 2013년 5월 ※최다 타이 기록(그 외에 이나오 가즈히사, 헤로니모 프란수아, 야마다 노부요시)[105]
- 1구 승리 : 2014년 9월 9일, 대 사이타마 세이부 라이온스 22차전(QVC 마린필드), 11회초 2사에 5번째 투수로서 구원 등판·마무리, 와타나베 나오토를 2루 땅볼로 잡음 ※역대 38번째[29]
- 1구 세이브 : 2021년 6월 4일, 대 요코하마 DeNA 베이스타스 1차전(요코하마 스타디움), 9회말 2사에 6번째 투수로서 구원 등판·마무리, 구와하라 마사유키를 중견 뜬공 ※역대 62명째, 68번째[106]
- 1구 승리·1구 세이브를 모두 달성 ※역대 4번째, 퍼시픽 리그 사상 최초[106]
- 100홀드 100세이브 ※역대 5번째[52]
- 150홀드 150세이브 ※역대 3번째
- 폭투에 의한 2타자 홈인으로 역전 끝내기 패배 : 2020년 10월 29일, 대 후쿠오카 소프트뱅크 호크스 21차전(후쿠오카 Pay Pay 돔), 9회말 1사 2,3루에서 ※프로 야구 사상 최초[107]
- 시즌 18 무승부 : 2021년 ※프로 야구 기록
- 시즌 67차례 마무리 : 2021년 ※프로 야구 기록[108]
- 올스타전 출장 : 5회(2012년, 2013년, 2016년, 2021년, 2022년)

### 등번호
- 52(2012년 ~ )

### 연도별 투수 성적
| 연 도       | 소 속       | 등 판 | 선 발 | 완 투 | 완 봉 | 무 4 구 | 승 리 | 패 전 | 세 이 브 | 홀 드 | 승 률 | 타 자 | 이 닝 | 피 안 타 | 피 홈 런 | 볼 넷 | 고 4 | 몸 맞 | 탈 삼 진 | 폭 투 | 보 크 | 실 점 | 자 책 점 | 평 자 책 | W H I P |
| ----------- | ----------- | ----- | ----- | ----- | ----- | ------- | ----- | ----- | -------- | ----- | ----- | ----- | ----- | -------- | -------- | ----- | ---- | ----- | -------- | ----- | ----- | ----- | -------- | -------- | ------- |
| 2012년      | 지바 롯데   | 72    | 0     | 0     | 0     | 0       | 2     | 2     | 1        | 41    | .500  | 308   | 75.1  | 61       | 2        | 19    | 3    | 2     | 57       | 2     | 0     | 25    | 14       | 1.67     | 1.06    |
| 2013년      | 지바 롯데   | 68    | 0     | 0     | 0     | 0       | 2     | 6     | 33       | 9     | .250  | 268   | 62.0  | 65       | 3        | 16    | 3    | 4     | 66       | 3     | 0     | 24    | 19       | 2.76     | 1.31    |
| 2014년      | 지바 롯데   | 52    | 0     | 0     | 0     | 0       | 7     | 3     | 1        | 23    | .700  | 226   | 51.0  | 56       | 3        | 16    | 0    | 2     | 57       | 2     | 0     | 28    | 28       | 4.94     | 1.41    |
| 2015년      | 지바 롯데   | 51    | 0     | 0     | 0     | 0       | 3     | 2     | 0        | 11    | .600  | 227   | 53.0  | 48       | 2        | 21    | 1    | 2     | 42       | 7     | 0     | 23    | 23       | 3.91     | 1.30    |
| 2016년      | 지바 롯데   | 61    | 0     | 0     | 0     | 0       | 3     | 2     | 14       | 21    | .600  | 238   | 59.0  | 53       | 2        | 16    | 2    | 0     | 36       | 1     | 0     | 13    | 12       | 1.83     | 1.17    |
| 2017년      | 지바 롯데   | 38    | 0     | 0     | 0     | 0       | 0     | 4     | 9        | 6     | .000  | 162   | 35.1  | 46       | 8        | 15    | 2    | 0     | 29       | 1     | 0     | 20    | 20       | 5.09     | 1.73    |
| 2018년      | 지바 롯데   | 70    | 0     | 0     | 0     | 0       | 2     | 6     | 3        | 17    | .250  | 264   | 64.1  | 44       | 6        | 27    | 1    | 3     | 61       | 2     | 0     | 26    | 22       | 3.08     | 1.10    |
| 2019년      | 지바 롯데   | 60    | 0     | 0     | 0     | 0       | 4     | 5     | 27       | 12    | .444  | 229   | 58.2  | 36       | 5        | 22    | 2    | 2     | 56       | 1     | 0     | 15    | 14       | 2.15     | 0.99    |
| 2020년      | 지바 롯데   | 54    | 0     | 0     | 0     | 0       | 3     | 5     | 31       | 5     | .375  | 214   | 52.0  | 42       | 1        | 17    | 1    | 2     | 53       | 4     | 0     | 15    | 13       | 2.25     | 1.14    |
| 2021년      | 지바 롯데   | 67    | 0     | 0     | 0     | 0       | 3     | 6     | 38       | 0     | .333  | 248   | 64.1  | 43       | 5        | 15    | 1    | 0     | 68       | 2     | 0     | 17    | 16       | 2.24     | 0.90    |
| 2022년      | 지바 롯데   | 52    | 0     | 0     | 0     | 0       | 1     | 2     | 25       | 8     | .333  | 224   | 52.0  | 46       | 6        | 19    | 3    | 3     | 47       | 8     | 0     | 21    | 19       | 3.29     | 1.25    |
| 통산 : 11년 | 통산 : 11년 | 645   | 0     | 0     | 0     | 0       | 30    | 43    | 182      | 153   | .411  | 2608  | 627.0 | 540      | 43       | 203   | 19   | 20    | 572      | 33    | 0     | 227   | 200      | 2.87     | 1.19    |

- 2022년 시즌 종료 기준
- 굵은 글씨는 시즌 최고 성적.

### 연도별 수비 성적
| 연도 | 소속      | 투수  | 투수  | 투수  | 투수  | 투수  | 투수     |
| 연도 | 소속      | 경 기 | 척 살 | 보 살 | 실 책 | 병 살 | 수 비 율 |
| ---- | --------- | ----- | ----- | ----- | ----- | ----- | -------- |
| 2012 | 지바 롯데 | 72    | 4     | 16    | 1     | 1     | .952     |
| 2013 | 지바 롯데 | 68    | 5     | 5     | 0     | 0     | 1.000    |
| 2014 | 지바 롯데 | 52    | 5     | 6     | 1     | 1     | .917     |
| 2015 | 지바 롯데 | 51    | 3     | 6     | 0     | 0     | 1.000    |
| 2016 | 지바 롯데 | 61    | 3     | 11    | 0     | 1     | 1.000    |
| 2017 | 지바 롯데 | 38    | 1     | 7     | 0     | 0     | 1.000    |
| 2018 | 지바 롯데 | 70    | 4     | 12    | 0     | 1     | 1.000    |
| 2019 | 지바 롯데 | 60    | 3     | 11    | 0     | 1     | 1.000    |
| 2020 | 지바 롯데 | 54    | 1     | 9     | 0     | 1     | 1.000    |
| 2021 | 지바 롯데 | 67    | 5     | 6     | 1     | 0     | .917     |
| 2022 | 지바 롯데 | 52    | 2     | 12    | 0     | 0     | 1.000    |
| 통산 | 통산      | 645   | 36    | 101   | 3     | 6     | .979     |

- 2022년 시즌 종료 기준
- 굵은 글씨는 시즌 최고 성적.

### 주해
1. ↑  헤이세이 시대에 태어난 선수로는 첫 타이틀 획득이다.
2. ↑  8년 공백은 이 타이틀 부문에서는 역대 최장 기록이다.

### 출전
1. ↑  “ロッテ - 契約更改 - プロ野球”. 닛칸 스포츠. 2022년 12월 12일에 확인함.
2. 1 2  “【ロッテ】新人王益田、母の涙に照れ笑い”. 닛칸 스포츠. 2012년 11월 20일. 2021년 9월 21일에 확인함.
3. 1 2 3  “広報紀の川 第75号” (PDF). 기노카와시. 3쪽. 2012년 11월 19일에 확인함.
4. ↑  “8球団が熱視線も関西国際大・益田3敗目”. 《스포츠 호치》 (호치 신문사). 2011년 10월 5일. 2011년 11월 24일에 원본 문서에서 보존된 문서. 2011년 11월 12일에 확인함.
5. ↑  “ロッテ・益田 "強心臓" の秘密”. 《東スポWeb》 (東京スポーツ). 2013년 1월 4일. 2013년 1월 9일에 원본 문서에서 보존된 문서. 2013년 1월 4일에 확인함.
6. ↑  “転機重ねて投手で開花 益田直也（関西国際大→ロッテ4位）”. 《asahi.com》 (아사히 신문사). 2011년 12월 8일. 2012년 11월 19일에 확인함.[깨진 링크(과거 내용 찾기)]
7. 1 2  “転向・急な進化…阪神2軍にクリーンヒット許さず 関西国際大・益田直也投手”. 《MSN産経ニュース》. 산케이 신문사. 2011년 8월 22일. 2011년 8월 30일에 원본 문서에서 보존된 문서. 2011년 11월 12일에 확인함.
8. ↑  “ドラフト4位・関西国際大の益田 ロッテと仮契約”. 《神戸新聞NEXT》. 2011년 11월 19일. 2011년 12월 3일에 확인함.
9. ↑  “ロッテのドラ４益田５戦連続０封開幕有力”. 닛칸 스포츠. 2012년 3월 15일. 2021년 9월 21일에 확인함.
10. ↑  “ロッテドラ4新人・益田7試合連続無失点で開幕1軍確定”. 《Sponichi Annex》. 2012년 3월 22일. 2012년 11월 19일에 확인함.
11. ↑  “ロッテ開幕４連勝に新人益田が全試合０封”. 닛칸 스포츠. 2012년 4월 5일. 2021년 9월 21일에 확인함.
12. ↑  “球宴監督推薦で新人は野村と益田”. 닛칸 스포츠. 2012년 7월 2일. 2021년 9월 21일에 확인함.
13. ↑  “益田がひと夏の経験「気持ちいい」初Ｓ”. 닛칸 스포츠. 2012년 8월 6일. 2021년 9월 21일에 확인함.
14. ↑  “益田 登板57戦目で初勝利「今年はもう付かないかと」”. 《Sponichi Annex》. 2012년 8월 31일. 2012년 11월 19일에 확인함.
15. ↑  “益田投手が2012年度パ・リーグ新人王を受賞!!”. 지바 롯데 마린스. 2012년 11월 20일. 2013년 1월 25일에 원본 문서에서 보존된 문서. 2012년 11월 23일에 확인함.
16. ↑  “新人王は広島・野村とロッテ・益田に決定 初の平成生まれ新人王”. Sponichi Annex. 2012년 11월 20일. 2012년 11월 20일에 확인함.
17. ↑  “【ロッテ】新人王益田が3000万円アップ”. 닛칸 스포츠. 2012년 12월 4일. 2021년 9월 21일에 확인함.
18. ↑  “益田投手の検査結果について”. 지바 롯데 마린스. 2013년 1월 31일. 2021년 10월 5일에 원본 문서에서 보존된 문서. 2021년 10월 5일에 확인함.
19. ↑  “【ロッテ】益田ブルペン「制球よかった」”. 닛칸 스포츠. 2013년 2월 18일. 2021년 9월 21일에 확인함.
20. ↑  “益田　「神様、仏様」稲尾に並ぶ月間18試合登板　セーブは球団月間新”. 스포츠 닛폰. 2013년 5월 31일. 2021년 10월 5일에 확인함.
21. ↑  “益田２年連続出場「直球で」／球宴”. 닛칸 스포츠. 2013년 7월 1일. 2021년 9월 21일에 확인함.
22. ↑  슈칸 베이스볼, 2013년 9월 30일자, p.95
23. ↑  “【ロッテ】益田パ最多Ｓ獲得「うれしい」”. 닛칸 스포츠. 2013년 10월 13일. 2021년 9월 21일에 확인함.
24. ↑  “【ロッテ】益田が結婚＆3000万増更改”. 닛칸 스포츠. 2013년 11월 30일. 2021년 9월 21일에 확인함.
25. ↑  “2013 BASEBALL CHALLENGE 日本 VS チャイニーズ・タイペイ トップチーム”. 野球日本代表 侍ジャパンオフィシャルサイト. 2015년 3월 30일에 확인함.
26. ↑  “ロッテ　益田　開幕絶望　右肘違和感　伊東監督「いなきゃいないで」”. 스포츠 닛폰. 2014년 3월 21일. 2021년 10월 5일에 확인함.
27. ↑  “ロッテが益田を１軍登録”. 닛칸 스포츠. 2014년 4월 8일. 2021년 9월 21일에 확인함.
28. ↑  “ロッテ　手痛い逆転負け…嘆く指揮官、６月いまだ連勝なし”. 스포츠 닛폰. 2014년 6월 16일. 2021년 10월 5일에 확인함.
29. 1 2  “今季は“当たり年”史上最多４人目！ロッテ益田が１球勝利”. 《스포츠 닛폰》. 2014년 9월 10일. 2021년 6월 5일에 확인함.
30. ↑  “ロッテ益田800万増　守護神へ意気込み”. 닛칸 스포츠. 2014년 12월 9일. 2021년 9월 21일에 확인함.
31. ↑  “ロッテが藤岡を登録、益田を抹消”. 닛칸 스포츠. 2015년 4월 22일. 2021년 9월 21일에 확인함.
32. ↑  “ロッテ益田8000万維持　ハワイトレは英語不安？”. 닛칸 스포츠. 2015년 12월 11일. 2021년 9월 21일에 확인함.
33. ↑  “ロッテ 益田直也投手・復活したリリーフ陣のけん引車”. 슈칸 베이스볼 ONLINE. 2016년 11월 5일. 2021년 9월 21일에 확인함.
34. ↑  “ファン投票、選手間投票で選出者なしのロッテが…12球団最多タイの7人が球宴出場へ！”. BASEBALL KING. 2016년 7월 4일. 2021년 9월 21일에 확인함.
35. ↑  “ロッテ西野、救援失敗「肘がよくない」登録抹消へ”. 닛칸 스포츠. 2016년 7월 30일. 2021년 9월 21일에 확인함.
36. ↑  “ロッテ益田が右肘関節炎　出場は様子見ながら”. 닛칸 스포츠. 2016년 9월 13일. 2021년 9월 21일에 확인함.
37. ↑  “ロッテ益田が大台突破、1億円超えに「大満足」　来季は最多セーブ狙う”. Full-Count. 2016년 12월 19일. 2017년 2월 8일에 확인함.
38. ↑  “抑え復帰濃厚のロッテ・益田、目標は４年ぶりセーブ王奪取「やるからには目指す」”. 산케이 스포츠. 2017년 1월 9일. 2017년 2월 11일에 원본 문서에서 보존된 문서. 2017년 2월 8일에 확인함.
39. ↑  “今季３度目の救援失敗…益田、中継ぎへ配置転換”. Sponichi Annex. 2017년 5월 6일. 2021년 9월 21일에 확인함.
40. ↑  “ヤクルト今浪ら登録、ロッテ益田ら抹消／18日公示”. 닛칸 스포츠. 2017년 5월 18일. 2021년 9월 21일에 확인함.
41. ↑  “中日小笠原ら登録、ロッテ益田ら抹消／20日公示”. 닛칸 스포츠. 2017년 8월 20일. 2021년 9월 21일에 확인함.
42. ↑  “ロッテ益田1000万ダウン　巻き返しへ筋トレ導入”. 닛칸 스포츠. 2017년 11월 30일. 2021년 9월 21일에 확인함.
43. ↑  “ロッテ・益田直也　特別な思いを抱く指揮官のために腕を振るう鉄腕／復活の1年”. 슈칸 베이스볼 ONLINE. 2018년 9월 29일. 2021년 9월 21일에 확인함.
44. ↑  “井口監督、６敗目益田に「逆転されることが多い」”. 닛칸 스포츠. 2018년 8월 11일. 2021년 9월 21일에 확인함.
45. ↑  “ロッテ益田、守護神に名乗り　年俸１・３億円「これでまた、後輩にご飯をおごれます」”. Sponichi Annex. 2018년 12월 11일. 2021년 9월 21일에 확인함.
46. ↑  “ロッテ益田が守護神内定「一番後ろで」井口監督指名”. 닛칸 스포츠. 2019년 3월 20일. 2021년 9월 21일에 확인함.
47. ↑  “巨人　ＦＡ取得のロッテ益田の獲得調査へ”. 데일리 스포츠. 2019년 10월 24일. 2020년 4월 27일에 확인함.
48. ↑  “ロッテ益田が残留を決断　複数回の交渉で熱意感じた”. 닛칸 스포츠. 2019년 10월 30일. 2019년 11월 3일에 확인함.
49. ↑  “ロッテ益田、国内FA権を行使せずに残留　正式表明「ロッテで優勝したい」”. Full-Count. 2019년 10월 30일. 2020년 4월 27일에 확인함.
50. ↑  “【ロッテ】益田が３年契約、総額６億円プラス出来高でサイン「すごくいい評価してもらえた」”. 스포츠 호치. 2019년 12월 20일. 2021년 9월 21일에 확인함.
51. ↑  “ロッテ・益田直也　指揮官を胴上げするために／リーダーの決意”. 슈칸 베이스볼 ONLINE. 2020년 1월 11일. 2021년 9월 21일에 확인함.
52. 1 2 3 4  “ロッテ益田「100Ｓ100Ｈ」達成　史上５人目”. 《닛칸 스포츠》. 2020년 8월 7일. 2020년 8월 8일에 확인함.
53. ↑  “ロッテの守護神・益田直也が通算500試合登板　リーグトップの18Sで花を添える「サヨナラ負けで500試合登板はダメだと思っていたので…」”. 주니치 스포츠. 2020년 8월 28일. 2020년 9월 1일에 확인함.
54. ↑  “ロッテ益田「きついことをしていく」来季も選手会長”. 닛칸 스포츠. 2020년 12월 23일. 2021년 9월 21일에 확인함.
55. ↑  “今季は９回打ち切り　ナイターも30分ほど前倒し”. 닛칸 스포츠. 2021년 3월 22일. 2021년 9월 21일에 확인함.
56. ↑  “ロッテ痛恨のサヨナラ負けで２連敗　ハーマン、益田踏ん張れず　打線の拙攻も響く”. 데일리 스포츠. 2021년 3월 27일. 2021년 9월 21일에 확인함.
57. ↑  “ロッテ痛恨３連敗、益田が２日連続サヨナラ打浴びる”. 닛칸 스포츠. 2021년 3월 28일. 2021년 9월 21일에 확인함.
58. ↑  “好調ロッテを支える守護神・益田直也の安定感”. BASEBALL KING. 2021년 8월 31일. 2021년 9월 21일에 확인함.
59. ↑  “ロッテ益田が１球セーブ　パ・リーグ初の１球勝利とＷ達成”. 닛칸 스포츠. 2021년 6월 4일. 2021년 9월 21일에 확인함.
60. ↑  “ロッテから球宴監督推薦で4人選出　荻野、益田、中村奨、佐々木千”. Sponichi Annex. 2021년 7월 5일. 2021년 9월 21일에 확인함.
61. ↑  “ロッテ益田直也150セーブ達成し首位奪還「家族、ファンの皆さんに感謝」”. 닛칸 스포츠. 2021년 9월 8일. 2021년 9월 21일에 확인함.
62. ↑  “【ロッテ】益田直也が球団新記録のシーズン３８セーブ　０２年の小林雅英を超える”. 스포츠 호치. 2021년 10월 24일. 2021년 11월 5일에 확인함.
63. ↑  “ロッテ守護神益田打たれ逆転負け、井口監督「開幕と同じやられ方…何か策」”. 닛칸 스포츠. 2021년 4월 23일. 2021년 12월 12일에 확인함.
64. ↑  “ロッテ、Ｍ点灯あと１アウトで…益田が痛恨被弾　５カ月ぶりセーブ機会失敗、踏み忘れ？リクエストも実らず”. サンスポ. 2021년 10월 1일. 2021년 12월 12일에 확인함.
65. ↑  “ロッテ益田直也13年以来セーブ王、ＣＳへ「勝てる試合はどんどん投げたい」”. 닛칸 스포츠. 2021년 10월 30일. 2021년 11월 5일에 확인함.
66. ↑  “【プロ野球新記録】ロッテ益田シーズン12引分　江夏、牛島、藤川上回る”. 닛칸 스포츠. 2021년 8월 19일. 2021년 11월 5일에 확인함.
67. ↑  “【クローザー採点】オリックス80点、ロッテ80点、ソフトバンク20点…パ・リーグ6球団「守護神」評価&来季予想は？”. 슈칸 베이스볼 ONLINE. 2021년 12월 11일. 2021년 12월 12일에 확인함.
68. ↑  “【ロッテ】CS６年ぶり登板の守護神・益田が勝ち投手「ファンに乗せてもらって投げられた」”. 주니치 스포츠. 2021년 11월 6일. 2021년 12월 12일에 확인함.
69. ↑  “【速報】千葉ロッテ、ＣＳファーストステージ突破　マーティンが起死回生ソロ”. 千葉日報. 2021년 11월 7일. 2021년 12월 12일에 확인함.
70. ↑  “ロッテ終戦　井口監督「うちの守護神なんで、しょうがないです」益田責めず”. 닛칸 스포츠. 2021년 11월 12일. 2021년 12월 12일에 확인함.
71. ↑  “ロッテ開幕2連勝ならず　9回2死から同点、延長11回でサヨナラ負け　井口監督「仕方ない」”. Sponichi Annex. 2022년 3월 27일. 2022년 8월 22일에 확인함.
72. ↑  “ロッテ、痛いサヨナラ負け…“頂点を”目指すなら逃げ切りたかった試合”. BASEBALL KING. 2022년 4월 24일. 2022년 8월 22일에 확인함.
73. ↑  “ロッテの守護神・益田がコンディション不良　井口監督「抹消ないと思う」も今後に不安”. Sponichi Annex. 2022년 4월 26일. 2022년 8월 22일에 확인함.
74. ↑  “ロッテ守護神益田、コンディション不良も30日から復帰へ”. Sponichi Annex. 2022년 4월 29일. 2022년 8월 22일에 확인함.
75. ↑  “ソフトバンクが逆転勝ちで4連勝　9回中谷が起死回生同点2ラン　11回、グラシアル決勝打”. Sponichi Annex. 2022년 5월 6일. 2022년 8월 22일에 확인함.
76. ↑  “6/11(土)益田投手が通算150ホールド達成” (일본어). 지바 롯데 마린스. 2022년 6월 11일. 2022년 6월 17일에 확인함.
77. ↑  “ロッテ益田が藤川球児、増井浩俊に次ぐ通算150セーブ、150ホールド「この数字に恥じない選手に」”. 주니치 스포츠. 2022년 6월 11일. 2022년 6월 17일에 확인함.
78. ↑  “ロッテの7年目右腕・東條が球宴初選出「すごくうれしい」　守護神・益田は5度目”. Sponichi Annex. 2022년 7월 13일. 2022년 8월 22일에 확인함.
79. ↑  “【球宴】ロッテ益田直也が“ふらつき投法”で盛り上げた　場内にはマスク越しの笑い声が響いた”. 닛칸 스포츠. 2022년 7월 26일. 2022년 8월 22일에 확인함.
80. ↑  “【オールスター】全パ、9回は豪華『守護神リレー！』モイネロ、松井裕、益田の一人一殺で締める”. 주니치 스포츠. 2022년 7월 27일. 2022년 8월 22일에 확인함.
81. ↑  “【ロッテ】勝利目前に悪夢…９回守護神益田が被弾　監督あきれた12回内野３度送球ミスで決勝点”. 닛칸 스포츠. 2022년 7월 29일. 2022년 8월 22일에 확인함.
82. ↑  “ロッテ　岡が劇的V打で今季リーグ最多6度目のサヨナラ勝ち　守護神・益田は9回同点打浴びるも初白星”. Sponichi Annex. 2022년 8월 12일. 2022년 8월 22일에 확인함.
83. ↑  “ロッテ・井口監督　日替わり守護神プラン明かす「唐川、オスナ、ゲレーロ、益田と4人いるので」”. Sponichi Annex. 2022년 8월 16일. 2022년 8월 22일에 확인함.
84. ↑  “【ロッテ】益田直也が登録抹消「調整の時間が欲しいと言われたので意見を尊重した」井口監督”. 닛칸 스포츠. 2022년 8월 20일. 2022년 8월 22일에 확인함.
85. ↑  “【9月2日プロ野球公示】ソフトバンク柳田悠岐、ロッテ益田直也、藤原恭大ら登録、広島・長野久義、ロッテ佐々木千隼、ソフトバンク明石健志ら抹消”. SPAIA. 2022년 9월 2일. 2022년 10월 27일에 확인함.
86. 1 2  “益田直也が痛恨の７試合ぶり失点【ロッテ】”. 주니치 스포츠. 2022년 9월 20일. 2022년 10월 27일에 확인함.
87. ↑  “2022年9月17日 【公式戦】 試合結果 （北海道日本ハムvs千葉ロッテ）”. 일본 야구 기구. 2022년 10월 27일에 확인함.
88. ↑  “2022年9月19日 【公式戦】 試合結果 （北海道日本ハムvs千葉ロッテ）”. 일본 야구 기구. 2022년 10월 27일에 확인함.
89. ↑  “2022年9月30日 【公式戦】 試合結果 （オリックスvs千葉ロッテ）”. 일본 야구 기구. 2022년 10월 27일에 확인함.
90. ↑  《2011ドラフト指名選手 CLOSE UP》. 《슈칸 베이스볼》 (ベースボール・マガジン社). 50–51쪽. 잡지20442-12/12.
91. ↑  《2013 プロ野球オール写真選手名鑑》. 日本スポーツ企画出版社. 2013. 176頁쪽. ISBN 978-4-905411-11-6.
92. ↑  “パ新人王の益田　母に「一番に報告」”. スポニチ デイリースポーツ online. 2012년 11월 21일. 2012년 11월 22일에 원본 문서에서 보존된 문서. 2019년 5월 20일에 확인함.
93. ↑  “益田、復活に手応え 球威戻り、新球も習得　千葉ロッテ”. 2016년 4월 1일. 2016년 4월 1일에 확인함.
94. 1 2  “ロッテ開幕4連勝に新人益田が全試合0封”. 《닛칸 스포츠》. 2012년 4월 5일. 2012년 11월 19일에 확인함.
95. ↑  “グライ7回無失点で60年ぶり開幕4連勝！”. 《스포츠 호치》 (호치 신문사). 2012년 4월 5일. 2012년 4월 6일에 원본 문서에서 보존된 문서. 2012년 4월 5일에 확인함.
96. ↑  “敵地で快進撃!ロッテ60年ぶり開幕4連勝!”. 《SANSPO.COM》 (산케이 신문사). 2012년 4월 5일. 2012년 4월 5일에 확인함.[깨진 링크(과거 내용 찾기)]
97. ↑  “ロッテ肝っ玉ルーキー益田が満塁斬り”. 《닛칸 스포츠》. 2012년 4월 25일. 2012년 11월 19일에 확인함.
98. ↑  “52 益田 直也 選手名鑑2021｜千葉ロッテマリーンズ”. 《지바 롯데 마린스》 (일본어). 2021년 9월 16일에 원본 문서에서 보존된 문서. 2021년 8월 25일에 확인함.
99. ↑  “【千葉魂】信念貫きブルペン支え続ける　益田、通算１００ホールド達成”. 千葉日報. 2016년 8월 2일. 2020년 8월 8일에 확인함.
100. ↑  “【ロッテ】益田直也が今季３セーブ目　史上43人目の通算600試合登板を達成”. 《닛칸 스포츠》. 2022년 4월 12일. 2022년 4월 12일에 확인함.
101. ↑  “6/11(土)益田投手が通算150ホールド達成”. 《지바 롯데 마린스》. 2022년 6월 11일. 2022년 6월 11일에 확인함.
102. ↑  “【ロッテ】益田直也が通算150ホールド「この数字に恥じない選手になれるようもっと頑張ります」”. 《닛칸 스포츠》. 2022년 6월 11일. 2022년 6월 11일에 확인함.
103. ↑  “益田　新人最多登板記録！記念のボール「興奮」して客席へ”. 《스포츠 닛폰》. 2012년 10월 9일. 2022년 4월 12일에 확인함.
104. ↑  “巨人・大勢　理想のクローザー像「ロッテの益田さん」”. 《데일리 스포츠》. 2022년 4월 7일. 2022년 4월 12일에 확인함.
105. ↑  “オリックス山田修義、稲尾に並ぶ月間18試合登板”. 닛칸 스포츠. 2018년 8월 31일. 2022년 2월 20일에 확인함.
106. 1 2  “ロッテ・益田が1球セーブ　1球勝利＆1球セーブ両方達成はパで史上初の快挙”. 《스포츠 닛폰》. 2021년 6월 4일. 2021년 6월 4일에 확인함.
107. ↑  “ロッテ　史上初2者生還逆転サヨナラ暴投…守護神・益田　痛恨ワンバン、田村捕球できず”. 《스포츠 닛폰》. 2020년 10월 30일. 2020년 12월 21일에 확인함.
108. ↑  “レアな記録を多く生んだヤクルト、オリックスの2年連続最下位からの優勝【プロ野球記録ノート】”. 슈칸 베이스볼 ONLINE. 2021년 11월 9일. 2021년 11월 29일에 확인함.